# الباكالوريا في تونس

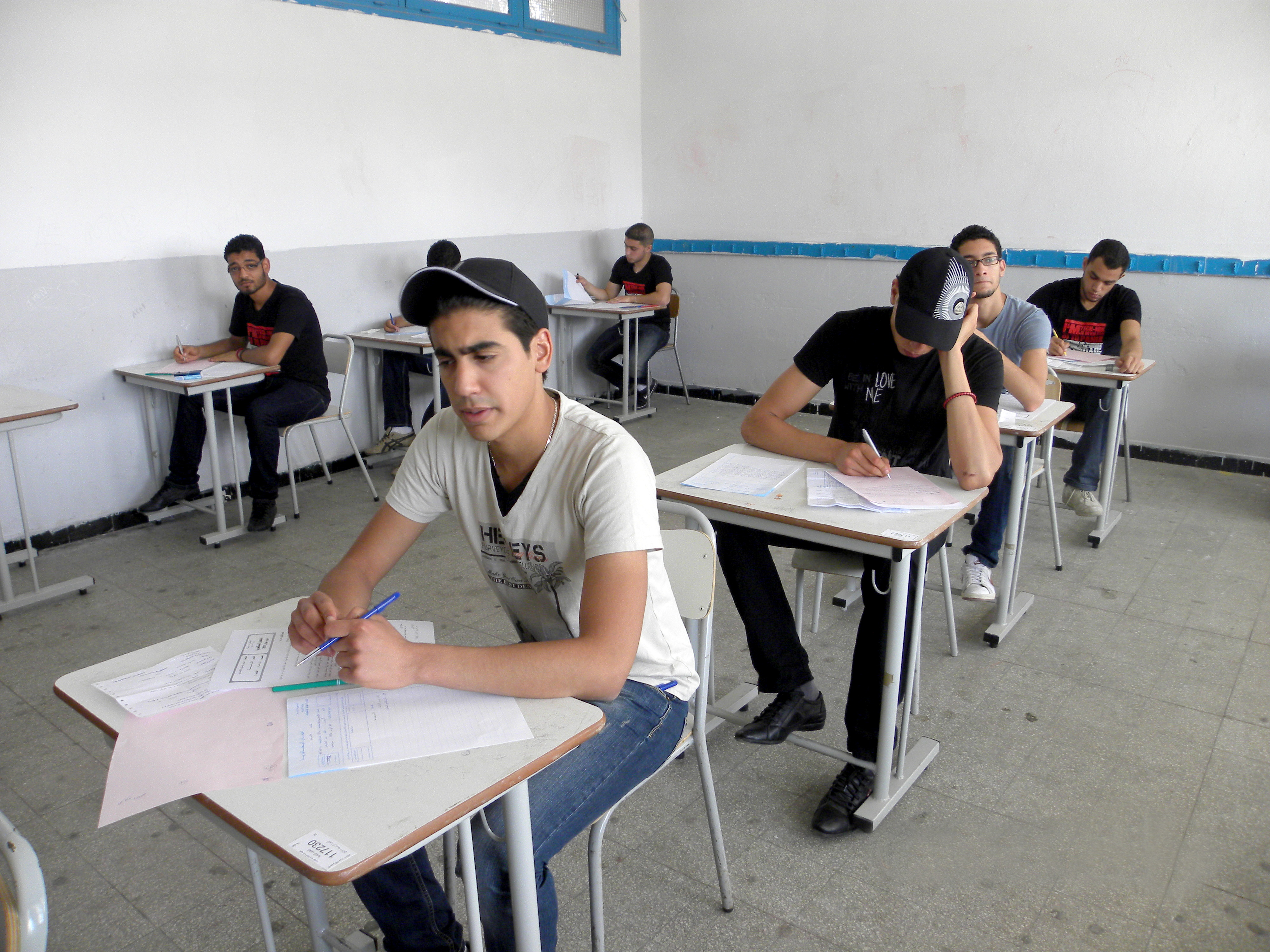
البكالوريا في تونس

البكالوريا تونسية هي دبلوم لا غنى عنه للدخول إلى تكوين من التعليم العالي. بل هي شرط ضروري لكنه غير كاف: بعض الكليات تعمل على الاختيار بين الخريجين، وفقا لمعايير خاصة بهم. المترشحون هم أساسا التلاميذ الذين أنهوا المرحلة الثانوية.
تتكون مناظرة الباكلوريا من عدة امتحانات موحدة بين كافة الشعب علي اختلافها وقد سجلت 4 أنواع من الباكلوريات في تونس هي علي التوالي الاداب. العلوم التجربية .تكنولوجيا.و رياضيات.
و من المعترف به في تونس خلال الاحتلال الفرنسي (1881-1956)، وبالتحديد في عام 1891، على سبيل المثال البكالوريا الفرنسية.
يتكون الباكالوريا التونسي من دورتين: الدورة الرئيسية في أوائل يونيو ودورة المراقبة في نهاية يونيو. تُعْرَض النتائج في الأسبوع الأخير من شهر يونيو للدورة الرئيسية وفي أوائل شهر يوليو لدورة المراقبة.تلي عملية اطلاق النتائج الرسمية للامتحان عمليات التوجيه نحو الجامعات والتي تتم الكترونيا وعبر مواقع الواب وتقسم المناظرة الي دورتين كل حسب المعدل والرصيد امكتسب من النقاط

## الإختصاصات
يتوزع بكالوريا تونس إلى 7 شعب:
- الرياضيات
- الاقتصاد والتصرف
- العلوم التجريبية
- الاداب
- العلوم التقنية
- الإعلامية
- الرياضة

ملاحظة 1:سابقا كانت شعبة الآداب منقسمة إلى قسمين وهي الآداب الكلاسيكية حيث يكون ضارب العربية مرتفع والآداب الحديثة حيث ضارب اللغة الفرنسية مرتفع.
ملاحظة 2:سابقا أُسِّسَت شعبة الموسيقى لكن بعد إخفاق معظم المتعلّمين فيها حُذِفَت.

## اقرأ أيضا
- باكلوريا

## روابط خارجية
- (بالعربية) البوابة التربوية التونسية للبكالوريا
- (بالعربية) نتائج الانترنات للبكالوريا التونسية